# The Incredible Hulk (televisieserie)
The Incredible Hulk is een Amerikaanse televisieserie, losjes gebaseerd op de Marvel Comics strips van de Hulk. De serie liep van 1977 tot en met 1982 en werd in Nederland door de TROS uitgezonden van 1979 tot en met 1983 en herhaald door SBS6 in 2006 en 2007. Hoofdrollen waren er voor Bill Bixby als Dr. David Banner en Lou Ferrigno als Banners alter ego de Hulk. De serie werd bedacht door Kenneth Johnson.

## Ontwikkeling
Begin 1977 bood Frank Price, hoofd van Universal Television, producent en schrijver Kenneth Johnson aan om een televisieserie te maken gebaseerd op een van de stripfiguren van Marvel Comics. Johnson ging aanvankelijk niet akkoord, maar kwam later terug op deze beslissing en begon met het schrijven van een televisieserie rondom het personage de Hulk.
Johnson baseerde zijn serie slechts losjes op de strips. Dit deed hij onder andere om de televisieserie geloofwaardiger en acceptabeler te maken voor een breed publiek. Zo veranderde hij de naam van Dr. Bruce Banner naar Dr. David Banner en liet hij een hoop belangrijke bijpersonages uit de strips weg (zoals Rick Jones, Betty Ross en Thunderbolt Ross). Verder was de Hulks alter ego niet langer een kernfysicus, maar een arts/onderzoeker. Johnsons versie van de Hulk kon niet praten en zijn krachten waren aanzienlijk zwakker dan in de strips.

## Rolverdeling
Voor de rol van Dr. David Banner koos Johnson veteraan televisieacteur Bill Bixby. Bixby wilde eerst niet meedoen, maar veranderde van gedachten na een paar van de scenario's te hebben gelezen. Daarnaast koos Johnson Jack Colvin voor de rol van Jack McGee, een verslaggever die de Hulk overal achtervolgde.
De moeilijkste taak die Johnson had was het vinden van de juiste acteur om de Hulk zelf te spelen. Eerst werd acteur Richard Kiel ingehuurd voor de rol, maar tijdens de eerste opnames bleek hij toch niet geschikt als de Hulk. De Hulk moest namelijk geloofwaardig, eng en sterk zijn. Uiteindelijk kreeg acteur Lou Ferrigno de rol. Acteur Ted Cassidy deed de schreeuw- en gromgeluiden van de Hulk en fungeerde tevens als de voice-over van de tv-serie. Na zijn dood in het tweede seizoen werd zijn rol overgenomen door Charles Napier.

## Verhaal
De oorsprong van de Hulk was in de televisieserie anders dan in de strips. In de televisieserie is David Bruce Banner een arts/wetenschapper, die getraumatiseerd is door het verlies van zijn vrouw door een fataal auto-ongeluk, en zijn schuldgevoelens over het feit dat hij niet in staat was haar te redden. Hij begint met een onderzoek naar een vreemd fenomeen waarbij mensen in noodsituaties tijdelijk een enorme kracht krijgen. Hij was vooral geobsedeerd door de vraag hoe het kon dat anderen die een soortgelijke traumatische ervaring hadden meegemaakt wel in staat waren geweest zichzelf of hun geliefden te redden, zelfs onder zware emotionele druk, maar hijzelf niet. Verslaggever Jack McGee, die voor een boulevardblad werkt, raakt geïnteresseerd in Banners onderzoek. Maar Banner vindt hem maar een lastpost en probeert hem zoveel mogelijk te ontwijken.
Banner komt bij zijn onderzoek uiteindelijk tot de conclusie dat hoge stralingsniveaus van gammastraling, afkomstig van zonnevlekken de oorzaak zijn van de enorme kracht. Om zijn theorie te bewijzen stelt hij zichzelf bloot aan een dosis gammastraling om te zien of dit inderdaad bovenmenselijke kracht geeft. Echter, buiten Banners weten om is de gamma-apparatuur in zijn laboratorium gewijzigd, waardoor hij een veel grotere dosis straling krijgt toegediend dan gepland. Eerst denkt hij dat zijn experiment gefaald heeft. Maar als hij die avond met zijn auto naar huis gaat en een lekke band krijgt, bezeert hij zich bij zijn poging de band te verwisselen. De pijn zorgt ervoor dat hij verandert in het groene monster de Hulk. De Hulk richt een ravage aan zijn auto en gooit deze om. Hij gaat daarna te voet verder. Verschillende mensen zijn daarna getuige van de Hulk. Nieuws hiervan bereikt ook Jack McGee.
Wanneer Banner weer terug verandert is naar zichzelf, schrikt hij erg hiervan. Hij brengt zijn collegawetenschapper Elaina Marks op de hoogte is van zijn toestand. Samen voeren zij daarna experimenten uit in het laboratorium om een genezing te vinden voor Banners probleem. Echter door tussenkomst van de nieuwsgierige Jack McGee mislukt Banners onderzoek en legt een explosie het laboratorium in puin. Bij de ontploffing verandert Banner in de Hulk, terwijl Elaina omkomt. McGee is getuige van de Hulk en hij denkt dat Banner en Elaina vermoord zijn door de Hulk. Banner leeft echter nog, maar is gedwongen te vluchten, omdat zijn alter ego de Hulk verdacht wordt van moord.
De serie draait daarna geheel om Banner, die steeds van plaats naar plaats vlucht en telkens andere identiteiten aanneemt, terwijl hij wanhopig probeert een genezing te vinden tegen zijn veranderingen. Tevens gebruikt hij de kracht van de Hulk om de problemen van de mensen die hij ontmoet op te lossen. Overal wordt hij gevolgd door McGee, die per se een verhaal wil schrijven over het mysterieuze monster dat volgens hem een bedreiging is voor iedereen.

## Lijst afleveringen

### Seizoen een (1977-78)
- Pilot
- Death in the Family
- The Final Round
- The Beast within
- Of Guilt, Models & Murder
- Terror in Times Square
- 747
- The Hulk Breaks Las Vegas
- Never Give a Trucker an Even Break
- Life And Death
- Earthquakes Happen (Originele Titel: Nuclear Cave-In)
- The Waterfront Story

### Seizoen twee (1978-79)
- Married (Dubbelaflevering)
- The Antowuk Horror
- Ricky
- Rainbow's End
- A Child in Need
- Another Path
- Alice in Disco Land
- Killer Instinct
- Stop the Presses'
- Escape from Los Santos
- Wildfire
- A Solitary Place
- Like a Brother
- Haunted
- Mystery Man (Dubbelaflevering)
- The Disciple
- No Escape
- Kindred Spirits (Originele titel:Legacy)
- The Confession
- The Quiet Room
- Vendetta Road

### Seizoen drie (1979-80)
- Metamorphosis
- Blind Rage
- Brain Child
- The Slam
- My Favorite Magician (Originele titel: The Magician)
- Jake
- Behind the Wheel
- Homecoming
- The Snare
- Babalao
- Captive Night
- Broken Image
- Proof Positive (Originele titel: Nightmare)
- Sideshow
- Long Run Home
- Falling Angels
- The Lottery
- The Psychic
- A Rock and a Hard Place
- Deathmask
- Equinox
- Nine Hours
- On the Line
- Double Exposure (Niet gefilmd)

### Seizoen vier (1980-81)
- Prometheus (Dubbelaflevering)
- Free Fall
- Dark Side
- Deep Shock
- Bring Me the Head of the Hulk
- Fast Lane
- Goodbye, Eddie Cain
- King of the Beach
- Wax Museum
- East Winds
- The First (Dubbelaflevering)
- The Harder They Fall
- Interview With The Hulk
- Half Nelson
- Danny
- Paterns

### Seizoen vijf (1981-82)
- The Phenom
- Two Godmothers
- Veteran
- Sanctuary
- Triangle
- Slaves
- A Minor Problem (Laatste aflevering van de serie)

## Het einde van de serie
In 1981, terwijl de opnames voor seizoen vijf aan de gang waren, maakte CBS bekend te zullen stoppen met de serie vanwege een kleine wijziging in de kijkcijfers en het budget. Volgens geruchten verliep Bill Bixby’s contract, en wilde hij graag verdergaan met andere series. CBS zond de reeds gefilmde afleveringen nog wel uit.

## Televisiefilms
Drie afleveringen van de serie werden eerst uitgebracht als opzichzelfstaande televisiefilms, maar werden later opgesplitst in afleveringen van een uur voor de serie zelf. Twee van deze films werden gemaakt als proefafleveringen, voordat de serie begon.
- The Incredible Hulk (pilot) - 1977
- The Return of the Incredible Hulk - 1977 (verscheen in de serie onder de naam Death in the Family)
- Bride of the Incredible Hulk (verscheen in de serie als de twee uur durende aflevering Married)

Een paar jaar nadat de serie was stopgezet werden er opnieuw drie televisiefilms gemaakt. Bixby en Ferrigno speelden hierin wederom hun personages uit de serie. Deze films waren:
- The Incredible Hulk Returns - 1988 
 Banner ontmoet een voormalige medestudent die een magische hamer bezit waarmee de dondergod Thor kan worden opgeroepen. Deze film was bedoeld als basis voor een televisieserie over Thor, maar die is nooit gemaakt.
- The Trial of the Incredible Hulk - 1989 
 Banner ontmoet de blinde advocaat Matt Murdock en zijn alter ego Daredevil. Deze film was eveneens bedoeld als basis voor een nieuwe televisieserie, ditmaal over Daredevil. De Daredevil in deze film is veel meer in overeenstemming met zijn stripboekversie dan Thor in de vorige film. Stan Lee had in deze film ook een cameo als een van de juryleden bij Banners rechtszaak.
- The Death of the Incredible Hulk - 1990 
 Banner wordt verliefd op een Oost-Europese spion en red twee ontvoerde wetenschappers. Aan het eind van de film valt Hulk uit het vliegtuig zijn dood tegemoet.

Ondanks de dood van de Hulk aan het eind van de laatste film, stonden er nog meer Incredible Hulk-films gepland. Zo zouden er nog films worden gemaakt waarin She-Hulk en Iron Man bijrollen hadden. Al deze projecten gingen niet door doordat Bill Bixby in november 1993 overleed aan prostaatkanker.

## Trivia
- De serie kostte 500.000 à 600.000 dollar per aflevering om te maken. Gezien de waarde van de dollar toen, en de waarde van de dollar nu komt dat neer op een modern bedrag van 1,5 miljoen à 1,8 miljoen dollar.
- Voor de transformatiescènes waarin de Hulk uit zijn kleren scheurt droeg Lou Ferrigno altijd kleren die een maatje te klein waren, zodat hij ze makkelijker kon scheuren.
- Kenneth Johnson wilde oorspronkelijk de Hulks huidskleur veranderen van groen naar rood. Dit omdat volgens hem rood veel beter de Hulks woede zou symboliseren. Dit idee ging niet door omdat Stan Lee het er niet mee eens was.
- Bill Bixby leerde Lou Ferrigno acteertechnieken, en regelde dat hij zijn eigen caravan kreeg.
- Bill Bixby speelde in Broken Image een dubbelrol, natuurlijk als Dr. David Banner en als slechterik Mike Cassidy.
- Lou Ferrigno speelde in King Of The Beach een dubbelrol, natuurlijk als The Incredible Hulk en als bodybuilder Carl Molino, een goede vriend van Dr. David Banner
- In 2008 kwam er weer een nieuwe Hulk-film uit: The Incredible Hulk (film) met Edward Norton als Bruce Banner en Liv Tyler als Betty Ross.